# Права человека в Ираке
Права человека в Ираке официально защищаются конституцией Ирака. Тем не менее ситуация с правами человека в Ираке традиционно является предметом озабоченности правозащитников.

## Права человека при Саддаме Хусейне

### Общая ситуация
19 декабря 2001 года Генеральная Ассамблея ООН приняла резолюцию о положении с правами человека в Ираке, в которой решительно осудила:
- систематические, широко распространённые и исключительно серьёзные нарушения прав человека и международного гуманитарного права правительством Ирака;
- подавление свободы слова, мысли, информации, ассоциаций, собраний и передвижения;
- репрессии против любого рода оппозиции;
- широкое применение смертной казни без учёта положений Международного пакта о гражданских и политических правах и гарантий ООН;
- казни (в том числе массовые) без надлежащего судебного разбирательства, политические убийства, использование изнасилования в качестве политического средства, постоянное несоблюдение норм процессуального права и законности;
- широко распространённые и систематические пытки.

## Права человека в оккупированном Ираке

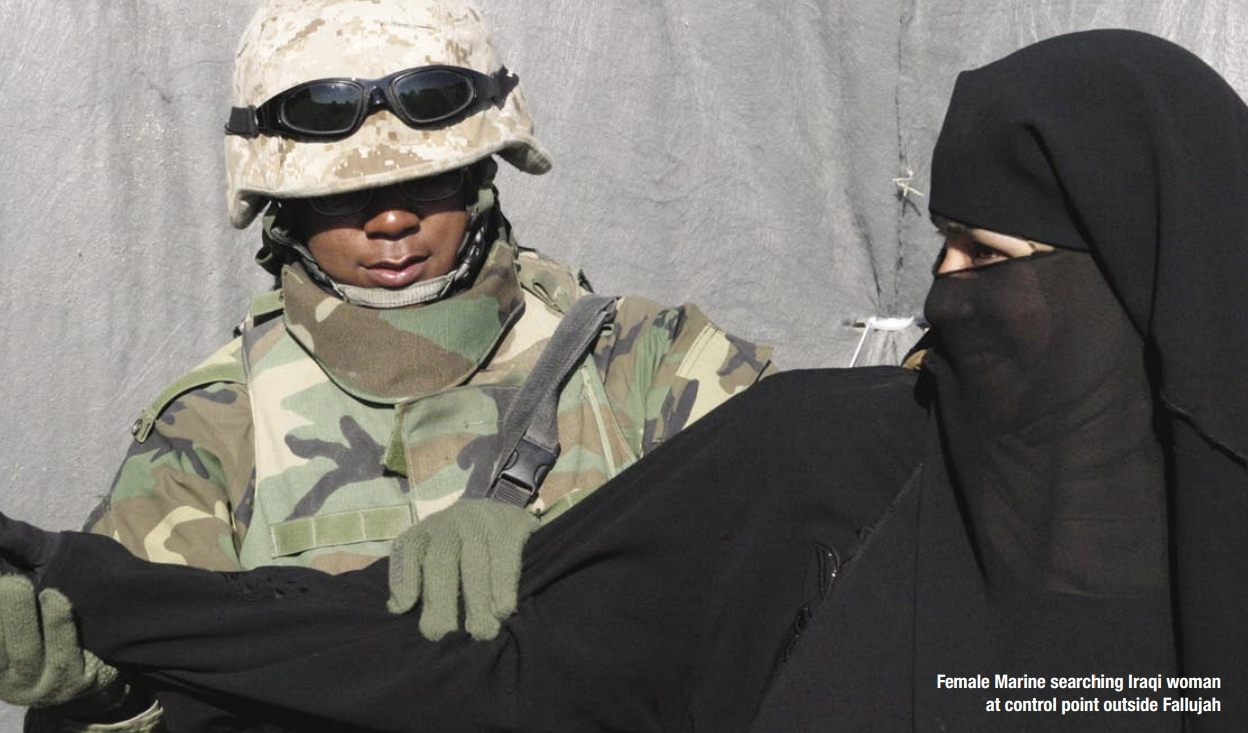
В/с США ощупывает иракскую женщину в ходе наружного телесного досмотра. Фаллуджа, 2005

### Абу Грейб
В конце апреля 2004 года канале CBS в программе 60 Minutes II был показан сюжет о пытках и издевательствах над заключенными тюрьмы Абу-Грейб группой американских солдат. В сюжете были показаны фотографии, которые несколько дней спустя были опубликованы в журнале «The New Yorker». Это стало самым громким скандалом вокруг присутствия американцев в Ираке.
В начале мая 2004 года руководство Вооруженных сил США признало, что некоторые из методов пыток не соответствуют Третьей Женевской конвенции об обращении с военнопленными и объявило о готовности публично извиниться.
Согласно показаниям ряда заключённых, американские солдаты насиловали их, ездили на них верхом, заставляли вылавливать еду из тюремных туалетов. В частности, заключённые рассказали: «Они заставляли нас ходить на четвереньках, как собак, и тявкать. Мы должны были гавкать, как собаки, а если ты не гавкал, то тебя били по лицу без всякой жалости. После этого они нас бросали в камерах, забирали матрасы, разливали на полу воду и заставляли спать в этой жиже, не снимая капюшонов с головы. И постоянно все это фотографировали», «Один американец сказал, что изнасилует меня. Он нарисовал женщину у меня на спине и заставил встать меня в постыдную позицию, держать в руках собственную мошонку».
12 военнослужащих Вооруженных сил США были признаны виновными по обвинениям, связанным с инцидентами в тюрьме Абу-Грейб. Они получили различные сроки тюремного заключения.
Вины в произошедшем высокопоставленных сотрудников Пентагона следствием установлено не было.
Фотографии пыток на американских военных базах в Афганистане и Ираке были запрещены к публикации Правительством США, на основании поправки к Закону о свободе информации, которая запрещает публикацию, если это может поставить под угрозу чью-либо жизнь или безопасность (безопасность американских солдат в Афганистане и Ираке). Американский союз за гражданские свободы (American Civil Liberties Union) потребовал публикации через суд, так как эти фотографии доказывают, по мнению Союза, что заключенных пытали не только в иракской тюрьме «Абу-Грейб».
В 2006 году судья Элвин Геллерштейн (Alvin Hellerstein) обязал Правительство США обнародовать фотографии. В 2008 году Апелляционный суд второго округа США подтвердил законность решения судьи.

### Гибель мирных жителей
Представители организации Public Interest Lawyers, представляющий интересы родственников жертв англичан, погибших в британских застенках[нейтральность?], говорят, что пытки и издевательства в английской армии являются систематическими.
14 сентября 2003 года 26-летний иракец Баха Муса был арестован и доставлен на британскую военную базу. Через два дня его нашли мёртвым. Вскрытие показало множественные ранения, поломанные рёбра и нос. Английские военные, убившие Баху, были уволены из армии.

## Участие в системе прав человека ООН
| Основные документы ООН | Участие Ирака            |
| Международная конвенция о ликвидации всех форм расовой дискриминации                                                                    | Ратифицирована в 1970 г. |
| Международный пакт о гражданских и политических правах                                                                                  | Ратифицирован в 1971 г.  |
| Факультативный протокол к Международному пакту о гражданских и политических правах                                                      | Не подписан              |
| Второй Факультативный протокол к Международному пакту о гражданских и политических правах                                               | Не подписан              |
| Международный пакт об экономических, социальных и культурных правах                                                                     | Ратифицирован в 1971 г.  |
| Конвенция о ликвидации всех форм дискриминации в отношении женщин                                                                       | Присоединение в 1986 г.  |
| Факультативный протокол к Конвенции о ликвидации всех форм дискриминации в отношении женщин                                             | Не подписан              |
| Конвенция против пыток и других жестоких, бесчеловечных или унижающих достоинство видов обращения и наказания                           | Не подписан              |
| Факультативный протокол к Конвенции против пыток и других жестоких, бесчеловечных или унижающих достоинство видов обращения и наказания | Не подписан              |
| Конвенция о правах ребёнка | Присоединение в 1994 г.  |
| Факультативный протокол к Конвенции о правах ребёнка, касающийся участия детей в вооруженных конфликтах                                 | Присоединение в 2008 г.  |
| Факультативный протокол к Конвенции о правах ребёнка, касающийся торговли детьми, детской проституции и детской порнографии             | Присоединение в 2008 г.  |
| Международная конвенция о защите прав всех трудящихся-мигрантов и членов их семей                                                       | Не подписан              |
| Конвенция о правах инвалидов | Не подписан              |
| Факультативный протокол к Конвенции о правах инвалидов                                                                                  | Не подписан              |

## Внешние ссылки
- Доклад Amnesty International 2008 года о правах человека в Ираке
- Сайт ООН о правах человека в Ираке Архивная копия от 19 июля 2008 на Wayback Machine (англ.)
- Права человека в Ираке на сайте посольства Великобритании